# 좡어 위키백과

좡어 위키백과는 좡어로 운영되는 위키백과 언어판이다. 2004년 7월 29일에 시작되었다. 기호는 za이다.